# سیمائو سابروزا
سیمائو پدرو فونسکا سابروزا (انگلیسی: Simão Pedro Fonseca Sabrosa؛ زادهٔ ۳۱ اکتبر ۱۹۷۹) یک بازیکن فوتبال اهل پرتغال است.
او سابقه بازی در تیم‌های بارسلونا، بنفیکا، اتلتیکو مادرید و اسپانیول را دارد. وی همچنین در تیم ملی فوتبال پرتغال بازی کرده‌است. وی مدعی شد که در سال ۲۰۰۷ از بنفیکا جدا شد و به پیشنهاد اتلتیکو مادرید مثبت داده بود قبل از آن در آستانه انتقال به لیورپول بود.